# Kramfors
Kramfors es una localidad sueca (tätort), sede del municipio homónimo, en la provincia de Västernorrland y la región de Norrland. Tenía una población de 6605 habitantes en 2023. Está localizada a orilla occidental del río Angerman, en las partes más internas de la Costa Alta, un poco más de 2 km dentro de la costa del golfo de Botnia.

## Demografía
| Gráfica de evolución demográfica de Kramfors entre 1900 y 2019 |
|                                                                |
| Oficina Central de Estadísticas de Suecia                      |